# Drago Vuković
Drago Vuković, född 3 augusti 1983 i Split i dåvarande SFR Jugoslavien, är en kroatisk tidigare handbollsspelare (vänsternia).
Drago Vuković spelade 157 landskamper och gjorde 210 mål för Kroatiens landslag. Han var bland annat med och vann OS-guld 2004 i Aten och tog EM-silver 2008 i Norge.
Han är tvillingbror med fotbollsmålvakten Andrija Vuković.

## Klubbar
- RK Split (–2002)
- RK Zagreb (2002–2006)
- RK Velenje (2006–2008)
- VfL Gummersbach (2008–2011)
- TuS Nettelstedt-Lübbecke (2011–2015)
- Füchse Berlin (2015–2018)
- VfL Gummersbach (2018–2019)